# St. Martin (Oberbierbach)

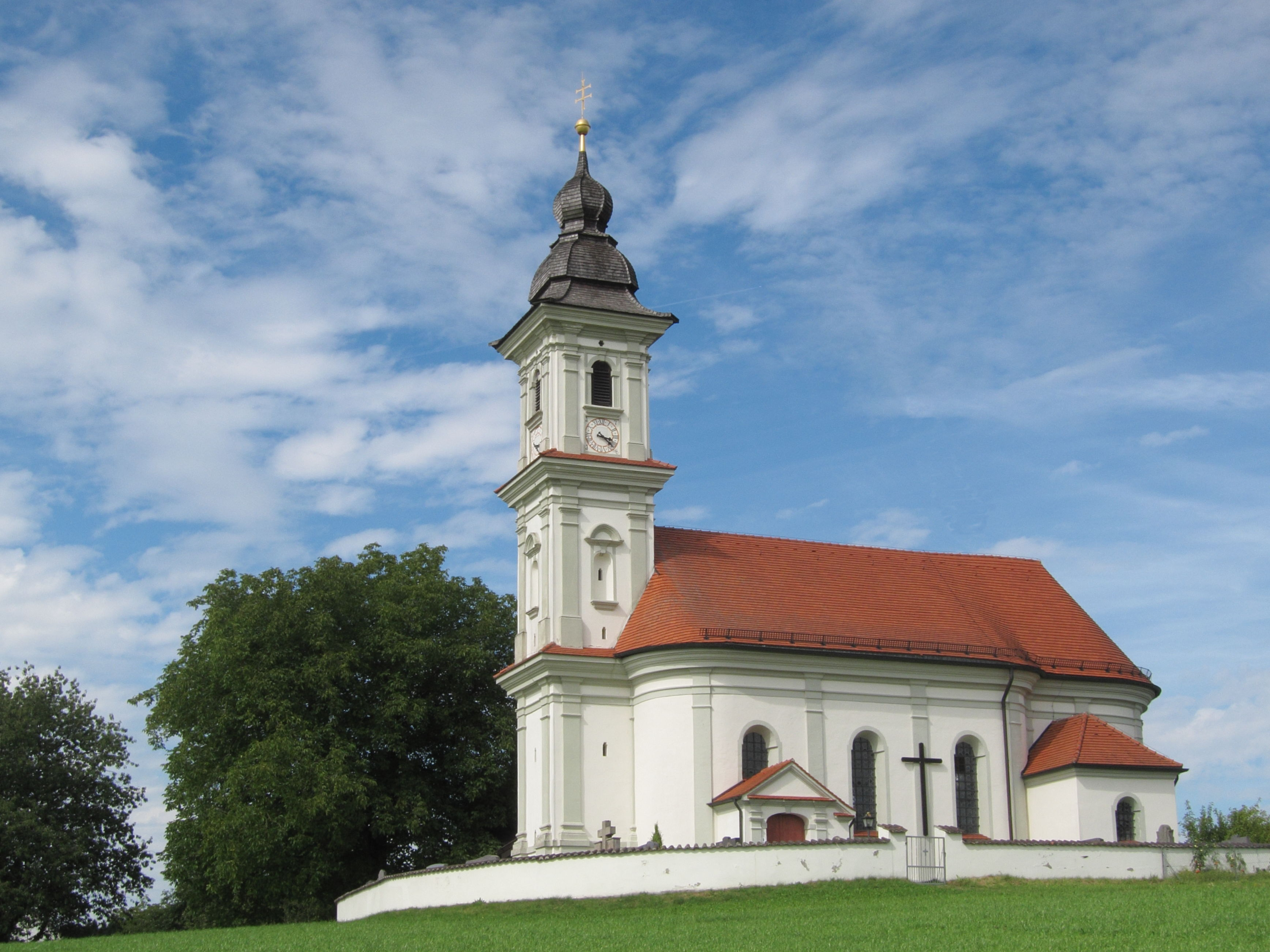
St. Martin in Oberbierbach

Die römisch-katholische Filialkirche St. Martin steht in Oberbierbach, einem Gemeindeteil von Fraunberg im oberbayerischen Landkreis Erding. Sie ist in der Liste der Baudenkmäler in Fraunberg als Baudenkmal unter der Nr. D-1-77-120-13 eingetragen. Die Kirche gehört zum Dekanat Erding im Erzbistum München und Freising.

## Beschreibung
St. Martin in Oberbierbach ist eine 1717/18 nach einem Entwurf von Anton Kogler errichtete barocke Saalkirche. Sie besteht aus dem dreijochigen Langhaus mit abgerundeten Ecken, dem eingezogenen, halbrund geschlossenen Chor im Osten, dem Kirchturm mit drei mit Pilastern verzierten Geschossen im Westen und der Sakristei an der Südwand des Chors. Im obersten Geschoss des Kirchturms sind Glockenstuhl und Turmuhr eingebaut. Abgeschlossen wird der Turm von einer mehrfach gestaffelten Haube.
St. Martin hat zwei Bronzeglocken. Die älteste wurde laut Quelle 1439 gegossen, laut ihrer zitierten Inschrift „ANNO DNI MILESIMO QUADRINGENTESIMO XXXX V IIII SANCTI SPIRITUS ASSIT NOBIS GRATIA“ jedoch 1448. Sie wiegt 630 kg, Schlagton e″. Die zweite Glocke goss Karl Czudnochowsky in Erding. Sie wiegt 253 kg, Durchmesser, 787 mm, Schlagton h′. Diese Glocke ist der Erinnerung an die Gefallenen der Weltkriege gewidmet.
Der Innenraum ist mit einem Tonnengewölbe überspannt, das mit Deckenmalereien versehen ist. Der Hochaltar von 1720 wird Johann Sebastian Degler zugeschrieben. Er wird von den Assistenzfiguren des Florian von Lorch und des Antonius von Padua begleitet. Das zentrale Bild des Altars zeigt den in den Himmel eintretenden Martin von Tours, den Schutzpatron der Kirche. Engel halten ein aufgeschlagenes Buch mit dem Lebensbericht des Heiligen vor Gott, seinem Richter. An der Stelle von Seitenaltären hängen Ölgemälde über Johannes Nepomuk und den Apostel Thomas.